# Eduard Mörike (dirigent)
Wilhelm Eduard Mörike, född 16 augusti 1877 i Stuttgart, död 14 mars 1929 i Charlottenburg, var en tysk dirigent.  
Mörike studerade vid Leipzigs musikkonservatorium, verkade som teaterkapellmästare, bland annat som musikassistent i Bayreuth, och var under en lång följd av år kapellmästare på Deutsches Opernhaus i Charlottenburg, tills han 1922 reste till Amerika i spetsen för ett tyskt operaföretag. Han var en framstående föredragshållare (särskilt över Richard Wagners verk) och företog i denne egenskap och som orkesterdirigent talrika konstresor bland annat till Köpenhamn.